# Myrcia bullata
Myrcia bullata är en myrtenväxtart som beskrevs av Otto Karl Berg. Myrcia bullata ingår i släktet Myrcia och familjen myrtenväxter. Inga underarter finns listade i Catalogue of Life.